# Condado de Dickinson (Iowa)
El condado de Dickinson (en inglés: Dickinson County, Iowa), fundado en 1857, es uno de los 99 condados del estado estadounidense de Iowa. En el año 2000 tenía una población de 16 424 habitantes con una densidad poblacional de 17 personas por km². La sede del condado es Spirit Lake.

## Geografía
Según la Oficina del Censo, el condado tiene un área total de 1046 km² (403,9 mi²), de la cual 987 km² (381,1 mi²) es tierra y 60 km² (23,2 mi²) es agua.

### Condados adyacentes
- Condado de Jackson, Minnesota norte
- Condado de Emmet este
- Condado de Clay sur
- Condado de Osceola oeste

## Demografía
En el 2000 la renta per cápita promedia del condado era de $39 020, y el ingreso promedio para una familia era de $47 739. El ingreso per cápita para el condado era de $21 929. En 2000 los hombres tenían un ingreso per cápita de $30 523 contra $22 131 para las mujeres. Alrededor del 4.20% de la población estaba bajo el umbral de pobreza nacional.
| 1900 | 1910 | 1920   | 1930   | 1940   | 1950   | 1960   | 1970   | 1980   | 1990   | 2000   |
| ---- | ---- | ------ | ------ | ------ | ------ | ------ | ------ | ------ | ------ | ------ |
| 7995 | 8137 | 10 241 | 10 982 | 12 185 | 12 756 | 12 574 | 12 565 | 15 629 | 14 909 | 16 424 |

## Lugares

### Ciudades y pueblos
- Arnolds Park
- Lake Park
- Milford
- Montgomery
- Okoboji
- Orleans
- Spirit Lake
- Superior
- Terril
- Wahpeton
- West Okoboji

### Principales carreteras
- U.S. Highway 71
- Carretera de Iowa 9
- Carretera de Iowa 86